# Tour (New Trolls)
Tour è il secondo album dal vivo del gruppo musicale italiano dei New Trolls, pubblicato nel 1985.

## L'album
Le uniche due tracce a non essere state registrate dal vivo sono quelle appartenenti al singolo sanremese del 1985, cioè Faccia di cane e Manchi tu.

## Tracce
1. Faccia di cane
2. Quella carezza della sera
3. Dieci orologi
4. Una miniera
5. Manchi tu
6. Là nella casa dell'angelo
7. Vorrei comprare una strada
8. Ti ricordi Joe?
9. Aldebaran

## Formazione
- Vittorio De Scalzi: tastiere, voce
- Nico Di Palo: chitarra, voce
- Ricky Belloni: chitarra, voce
- Gianni Belleno: batteria, voce
- Beppe Quirici: basso